# Università di Santo Tomás (Colombia)
L'Università di Santo Tomás è una delle università più prestigiose della Colombia, la più antica del paese e la quinta delle Americhe, fondata il 13 giugno 1580 dall'Ordine dei frati predicatori a Bogotà.

## Storia
L'università Santo Tomás è un'istituzione educativa cattolica di natura privata e ordinamento nazionale. Il suo sistema universitario comprende diverse sedi: la principale si trova a Bogotá. L'ateneo è membro del Consiglio Internazionale delle Università di Santo Tomás, che integra le università gestite dall'Ordine dei Predicatori.
La sua storia cominciò nel 1580, attraverso la bolla Romanus Pontifex, dove Papa Gregorio XIII fece costruire nel Convento di Nostra Signora del Rosario (noto anche come Convento di Santo Domingo) di Santa Fe, un'università di Studi generali. La costruzione venne eseguita sebbene il Pass Regio Execuator del Re Filippo III di Spagna, fu concesso solamente dopo una lunga causa con la Compagnia di Gesù per i diritti universitari, che terminò nel 1630. L'inizio delle istituzioni educative, ora conosciuto con il titolo di Pontificia Universidad Javeriana, offriva i suoi servizi già poco prima del 1623 sotto lo slogan dei Gesuiti.
Nel 1608, Gaspar Núñez de Figueroa, nel suo testamento, promosse la fondazione della scuola di Santo Tomás de Aquino-Bogotá. Più tardi, nel 1624, questo college fu fuso con l'Università di Studi Generali. Nacque così il College-Università Santo Tomás, che promosse i suoi primi neolaureati nel 1626. La fusione perpetua tra il College e l'Università venne raggiunta nel giugno 1639 dopo che, il 4 agosto dello stesso anno, si pubblicò l'atto ufficiale.